# Половецкое (деревня, Переславский район)
Половецкое — упразднённая в 1995 году деревня в Переславском районе Ярославской области России.

## География
Стояла на реке Кубре.

## История
В 1561 году сельцо Фёдоровского монастыря в Новосельском стане, в 1612 году в Смутное время «всё вызжено и крестьяне посечены, нету ни кола, всё пусто». По писцовой 1627—28 года сельцо Никитского стана. В 1764 году при секуляризации перешла в казну.
Официально упразднена Решением Государственной Думы Ярославской области от 21.03.1995 № 52 «Об исключении из учётных данных населенных пунктов Переславского района»